# EHC Bayreuth
EHC Bayreuth (celým názvem: Eishockeyclub Bayreuth) je německý klub ledního hokeje, který sídlí v bavorském městě Bayreuth. Založen byl v roce 1921 pod názvem SV Bayreuth. Svůj současný název nese od roku 2006. Od sezóny 2016/17 působí v Deutsche Eishockey Lize 2, druhé německé nejvyšší soutěži ledního hokeje. Klubové barvy jsou černá a žlutá.
Své domácí zápasy odehrává v Städtisches Kunsteisstadion Bayreuth s kapacitou 4 565 diváků.

## Historické názvy
Zdroj:
- 1921 – SV Bayreuth (Sportverein Bayreuth)
- 1994 – ESV Bayreuth (Eissportverein Bayreuth)
- 2006 – EHC Bayreuth (Eishockeyclub Bayreuth)

## Přehled ligové účasti
Stručný přehled
Zdroj:
- 1976–1978: Eishockey-Landesliga Bayern (6. ligová úroveň v Německu)
- 1978–1980: Eishockey-Bayernliga (5. ligová úroveň v Německu)
- 1980–1981: Eishockey-Regionalliga Süd (4. ligová úroveň v Německu)
- 1981–1983: Eishockey-Oberliga Süd (3. ligová úroveň v Německu)
- 1983–1985: 2. Eishockey-Bundesliga (2. ligová úroveň v Německu)
- 1985–1986: Eishockey-Bundesliga (1. ligová úroveň v Německu)
- 1986–1994: 2. Eishockey-Bundesliga (2. ligová úroveň v Německu)
- 1994–1995: Eishockey-Bezirksliga Bayern (6. ligová úroveň v Německu)
- 1995–1996: Eishockey-Landesliga Bayern (5. ligová úroveň v Německu)
- 1996–1997: Eishockey-Bayernliga (4. ligová úroveň v Německu)
- 1997–1998: 2. Eishockey-Liga (3. ligová úroveň v Německu)
- 1998–1999: 1. Eishockey-Liga Süd (3. ligová úroveň v Německu)
- 1999–2000: Eishockey-Oberliga Süd (3. ligová úroveň v Německu)
- 2000–2006: Eishockey-Oberliga (3. ligová úroveň v Německu)
- 2006–2007: Eishockey-Bezirksliga Bayern (6. ligová úroveň v Německu)
- 2007–2009: Eishockey-Landesliga Bayern (5. ligová úroveň v Německu)
- 2009–2013: Eishockey-Bayernliga (4. ligová úroveň v Německu)
- 2013–2016: Eishockey-Oberliga Süd (3. ligová úroveň v Německu)
- 2016– : DEL2 (2. ligová úroveň v Německu)

Jednotlivé ročníky
Zdroj:
Legenda: ZČ – základní část, červené podbarvení – sestup, zelené podbarvení – postup, fialové podbarvení – reorganizace, změna skupiny či soutěže
| Německo (1976 – ) |                       |           |           |                                         |                        |
| Sezóny            | Soutěž                | Úroveň    | ZČ        | Play-off                                | Poznámky               |
| 1976/77           | Landesliga Bayern     | 6. úroveň | ?. místo  |                                         |                        |
| 1977/78           | Landesliga Bayern     | 6. úroveň | ?. místo  |                                         | Postup                 |
| 1978/79           | Bayernliga            | 5. úroveň | ?. místo  |                                         |                        |
| 1979/80           | Bayernliga            | 5. úroveň | ?. místo  |                                         | Postup                 |
| 1980/81           | Regionalliga Süd      | 4. úroveň | 1. místo  |                                         | Postup                 |
| 1981/82           | Oberliga Süd          | 3. úroveň | 7. místo  |                                         |                        |
| 1982/83           | Oberliga Süd          | 3. úroveň | 1. místo  | Baráž o 2. Bundesligu, sk. B (1. místo) | Postup                 |
| 1983/84           | 2. Bundesliga Süd     | 2. úroveň | 1. místo  | Baráž o Bundesligu (6. místo)           |                        |
| 1984/85           | 2. Bundesliga Süd     | 2. úroveň | 1. místo  | Baráž o Bundesligu (2. místo)           | Postup                 |
| 1985/86           | Bundesliga            | 1. úroveň | 10. místo | Baráž o Bundesligu (6. místo)           | Sestup                 |
| 1986/87           | 2. Bundesliga Süd     | 2. úroveň | 3. místo  | Baráž o Bundesligu (4. místo)           |                        |
| 1987/88           | 2. Bundesliga Süd     | 2. úroveň | 4. místo  | Baráž o Bundesligu (4. místo)           |                        |
| 1988/89           | 2. Bundesliga Süd     | 2. úroveň | 1. místo  | Baráž o Bundesligu (3. místo)           |                        |
| 1989/90           | 2. Bundesliga Süd     | 2. úroveň | 1. místo  | Baráž o Bundesligu (4. místo)           |                        |
| 1990/91           | 2. Bundesliga Süd     | 2. úroveň | 2. místo  | Finálová skupina (9. místo)             |                        |
| 1991/92           | 2. Bundesliga Süd     | 2. úroveň | 5. místo  | Finálová skupina (4. místo)             |                        |
| 1992/93           | 2. Bundesliga         | 2. úroveň | 8. místo  | Čtvrtfinále                             |                        |
| 1993/94           | 2. Bundesliga         | 2. úroveň | –. místo  |                                         | Odstoupení             |
| 1994/95           | Bezirksliga Bayern    | 6. úroveň | ?. místo  |                                         | Postup                 |
| 1995/96           | Landesliga Bayern     | 5. úroveň | ?. místo  |                                         | Postup                 |
| 1996/97           | Bayernliga            | 4. úroveň | ?. místo  |                                         | Postup                 |
| 1997/98           | 2. Eishockey-Liga     | 3. úroveň | 7. místo  | Baráž o 1. Ligu Süd, sk. B (7. místo)   | Reorganizace           |
| 1998/99           | 1. Eishockey-Liga Süd | 3. úroveň | 12. místo | Baráž o 1. Ligu Süd, sk. A (3. místo)   | Reorganizace           |
| 1999/00           | Oberliga Süd          | 3. úroveň | 4. místo  | Finálová skupina (5. místo)             |                        |
| 2000/01           | Oberliga Süd          | 3. úroveň | 10. místo | Baráž o Oberligu (výhra)                |                        |
| 2001/02           | Oberliga              | 3. úroveň | 11. místo | Baráž o Oberligu, sk. B (3. místo)      |                        |
| 2002/03           | Oberliga Südost       | 3. úroveň | 7. místo  | Skupina o udržení (1. místo)            |                        |
| 2003/04           | Oberliga Nordost      | 3. úroveň | 6. místo  | Skupina o udržení (5. místo)            |                        |
| 2004/05           | Oberliga Nordost      | 3. úroveň | 8. místo  | Skupina o udržení B (3. místo)          |                        |
| 2005/06           | Oberliga              | 3. úroveň | 19. místo |                                         | Insolvence, odstoupení |
| 2006/07           | Bezirksliga Bayern    | 6. úroveň | ?. místo  |                                         | Postup                 |
| 2007/08           | Landesliga Bayern     | 5. úroveň | ?. místo  |                                         |                        |
| 2008/09           | Landesliga Bayern     | 5. úroveň | ?. místo  |                                         | Postup                 |
| 2009/10           | Bayernliga            | 4. úroveň | 4. místo  | Finálová skupina A (3. místo)           |                        |
| 2010/11           | Bayernliga            | 4. úroveň | 2. místo  | Finálová skupina B (3. místo)           |                        |
| 2011/12           | Bayernliga            | 4. úroveň | 3. místo  | Semifinále                              |                        |
| 2012/13           | Bayernliga            | 4. úroveň | 2. místo  | Vítěz                                   | Postup                 |
| 2013/14           | Oberliga Süd          | 3. úroveň | 4. místo  | Finále, Süd                             |                        |
| 2014/15           | Oberliga Süd          | 3. úroveň | 4. místo  | Čtvrtfinále                             |                        |
| 2015/16           | Oberliga Süd          | 3. úroveň | 2. místo  | Finále                                  | Postup                 |
| 2016/17           | DEL2                  | 2. úroveň | 8. místo  | Čtvrtfinále                             |                        |
| 2017/18           | DEL2                  | 2. úroveň | 14. místo | Play-out, 2. kolo (prohra)              |                        |
| 2018/19           | DEL2                  | 2. úroveň |           |                                         |                        |